# شهرستان کوراخسکی
شهرستان کوراخسکی (به لاتین: Kurakhsky District) یک منطقهٔ مسکونی در روسیه است که در داغستان واقع شده‌است.